# Die Kurtisane von Venedig
Die Kurtisane von Venedig, auch gezeigt unter dem Titel Das nackte Weib, ist ein österreichisches Kostüm- und Kriminal-Stummfilmdrama aus dem Jahre 1923 von Friedrich Fehér mit seiner Frau Magda Sonja in der Titelrolle. An ihrer Seite übernahm Raoul Aslan die männliche Hauptrolle. Der Film basiert auf Benno Vignys Roman Francesca.

## Handlung
Die in der titelgebenden Lagunenstadt spielende Geschichte, „zu banal, als daß es verlohnen würde, sie wiederzugeben“, spielt im plüschigen Ambiente venezianischer Wohn- und Lebenspracht und erzählt eine von überbordenden Leidenschaften und Intrigen bestimmte, simple Dreiecksgeschichte: eine Frau, Francesca, zwischen zwei Männern. Der eine ihr betagter Gatte, Marchese Faraglia, der andere ihr Liebhaber, ein ebenso eleganter wie ziemlich untreuer Maler namens Riccardo Foscari, dem sie als Aktmodell dient. Marchesa Francesca ist, wie der Zweittitel verrät, „das nackte Weib“ des Malers, dem ihre ganze Hingabe gehört. Als ihr Ehemann Künstler und Modell in diesem Zustand antrifft, bricht er zusammen, so schockiert ist er, und fällt in dem Moment dieses Schwächeanfalls über die Brüstung in die Tiefe und stirbt. Francesca, die nun glaubt, Riccardo für sich allein zu haben, muss sich indes getäuscht sehen, denn der hat sich in Julia verliebt, die jünger und attraktiver als die verwitwete Marchesa ist. Sein in einer Ausstellung präsentiertes Francesca-Gemälde, „Das nackte Weib“, wird ein Riesenerfolg. Die Nachricht, dass Riccardo und Julia geheiratet haben, lässt Francesca am Boden zerstört zurück. Als sich die beiden Frauen in Riccardos Atelier gegenüberstehen, schwört Francesca Rache gegenüber dem in ihren Augen treulosen Maler.
Einige Wochen später wird ihr ehemaliger Liebhaber wegen Mordes verhaftet. Francesca hat in der Zwischenzeit den ihr bedingungslos ergebenen Ciani dazu gebracht, Riccardo dieses Verbrechens zu beschuldigen. Darüber hinaus engagiert die Marchesa Paolo, einen Freund Riccardos, dessen Ehefrau Julia zu verführen, um den Maler auch als Ehemann zu verletzen und zu demütigen. Bald taucht ein weiterer Mitspieler der Geschichte auf. Er heißt Graf Baretta, ist ein Vetters Francescas und dient im Fall des angeblichen Mordes auch noch als Untersuchungsrichter. Baretta hat seine eigenen Pläne, und die sind nicht zum Wohle Francescas ausgerichtet, die sich mit ihrem sittlichen Verhalten mehr und mehr zur „Kurtisane von Venedig“ entwickelt. Eines Tages kommt Francesco auf Anordnung des Untersuchungsrichters wieder frei. Er und seine Frau Julia, die sich aus Verzweiflung zwischenzeitlich das Leben nehmen wollte, kommen wieder zusammen, unter Mithilfe der wieder geläuterten Gräfin Francesca. Die Marchesa hat eingesehen, dass sie kein Recht hat, das Glück Julias und Riccardos zu zerstören. Als Graf Baretta seinen Lohn für seine Intrigen einfordert, erdolcht sich Francesca lieber, als sich dem gewissenlosen Machtmenschen hinzugeben. Diese finale Szene scheint nur in der österreichischen, nicht aber in der deutschen Fassung vorhanden zu sein.

## Produktionsnotizen
Die Kurtisane von Venedig entstand bis September 1923 vor Ort in Venedig und wurde am 7. März 1924 in Wien uraufgeführt. Der Sechsakter besaß eine Länge von 2151 Metern. In Deutschland wurde der Film zunächst verboten, Begründung: Der Film sei „entsittlichend“ Wenige Tage darauf wurde dieses Verbot auf die Jugend beschränkt.

## Wissenswertes
Für die Bühnenfassung von Vignys Stück Francesca stellte sich das Gros der Schauspieler und auch der Regisseur Fehér im September 1925 ebenfalls zur Verfügung.

## Kritiken
Österreichs Der Tag ließ in einer ausführlichen Besprechung des Films kein einziges gutes Haar an der Produktion. Vor allem die Hauptdarstellerin fand keine Gnade vor dem Rezensenten: „Magda Sonja hat die Spieltechnik der alten, der ältesten Filmschule … Ihre Gesten sind groß und ausladend, ihr Mienenspiel unterstreicht mit dicken Strichen, mit deutlichsten Blicken, mit sichtbarsten Winkelzügen den geringsten und primitivsten Effekt.“ Fazit: „Es ist der erste Großfilm der Vita – aber keine Großtat der österreichischen Filmkunst.“
Auch Die Filmwelt zeigte sich nicht gnädiger: „Hingegen enttäuscht der Film selbst die Erwartungen. Nicht nur die, die sich an den Titel, den die Handlung nicht begründet, sondern auch die, die sich an den Namen Fehérs und seines Ensembles knüpfen. Die Handlung läßt Originalität vermissen, die Regie vermißt durch diesen Umstand wohl auch die Inspiration, bietet nichts Neues und führt auch nicht die Darsteller in der wünschenswerten Weise. Von diesen enttäuscht leider auch Magda Sonja, die, anstatt Verkörperung des Lebens übertriebenen Pathos bietet.“
Das Neue Wiener Tagblatt hingegen war voll des Lobes. Hier ist zu lesen: „‚Die Kurtisane von Venedig‘ ist ein reifes Kunstwerk, das dem Beschauer restlose Befriedigung bietet. Die Besetzung aller Rollen ist ganz vorzüglich. (…) Auch die photographischen Aufnahmen halten sich auf der künstlerischen Höhe des Gesamtwerkes.“